# ジョーイ・デバイン
ジョゼフ・N・デバイン（Joseph N. Devine, 1983年9月19日 - ）は、アメリカ合衆国カンザス州ジャンクションシティ出身の元プロ野球選手。投手、右投右打。

## 経歴

### ブレーブス時代
2005年のMLBドラフトでアトランタ・ブレーブスから1巡目（全体27位）で指名され入団。Adv-A級マートルビーチでプロデビュー。7月4日にAA級ミシシッピへ昇格し、8月20日にメジャー昇格し、同日のパドレス戦の延長12回にメジャーデビュー。しかし、延長13回にゼイビア・ネイディに満塁本塁打を浴び、負け投手となった。メジャー2試合目の登板となった8月23日のカブス戦でも満塁本塁打を浴び、0.1イニング・3失点で降板。デビューから2試合連続で満塁本塁打を喫したメジャー史上初の投手となった。その後、AAA級リッチモンドへ降格したが、9月27日にメジャーへ昇格。シーズン終了までに3試合に登板。ヒューストン・アストロズとのディビジョンシリーズでは第4戦の延長18回に登板したが、1失点を喫して敗戦投手となり、チームのリーグチャンピオンシップシリーズ進出はならなかった。
2006年はリッチモンドでクローザーとしての起用を予定されていたが、ホラシオ・ラミレスやブレイン・ボイヤーの故障もあり、4月6日にメジャー昇格。しかし、2試合の登板で防御率63.00の成績で4日後にマイナーへ降格。9月にメジャー昇格し、シーズン終了までに8試合に登板。
2007年はミシシッピとリッチモンドの2球団で50試合に登板し、防御率1.89・20セーブを記録。メジャーでは10試合の登板で防御率1.08を記録。

### アスレチックス時代
2008年1月14日にマーク・コッツェイとのトレードでオークランド・アスレチックスへ移籍。
同年は42試合の登板で防御率0.59を記録。防御率は40イニング以上投げた投手としてデニス・エカーズリー（防御率0.61、1990年）を上回るメジャー新記録（1912年以降）となった。
2009年はクローザーを期待されたが、開幕を故障者リスト入りで迎えた。4月21日にトミー・ジョン手術で右肩の手術を受け、1試合も登板することなくシーズンを終える事になった。オフの12月2日に、1年契約で残留した。
2012年4月10日に自身2度目となるトミー・ジョン手術を受けた。その後、FAに。

## 詳細情報

### 年度別投手成績
| 年 度     | 球 団     | 登 板 | 先 発 | 完 投 | 完 封 | 無 四 球 | 勝 利 | 敗 戦 | セ 丨 ブ | ホ 丨 ル ド | 勝 率 | 打 者 | 投 球 回 | 被 安 打 | 被 本 塁 打 | 与 四 球 | 敬 遠 | 与 死 球 | 奪 三 振 | 暴 投 | ボ 丨 ク | 失 点 | 自 責 点 | 防 御 率 | W H I P |
| --------- | --------- | ----- | ----- | ----- | ----- | -------- | ----- | ----- | -------- | ----------- | ----- | ----- | -------- | -------- | ----------- | -------- | ----- | -------- | -------- | ----- | -------- | ----- | -------- | -------- | ------- |
| 2005      | ATL       | 5     | 0     | 0     | 0     | 0        | 0     | 1     | 0        | 1           | .000  | 26    | 5.0      | 6        | 2           | 5        | 1     | 0        | 3        | 0     | 0        | 7     | 7        | 12.60    | 2.20    |
| 2006      | ATL       | 10    | 0     | 0     | 0     | 0        | 0     | 0     | 0        | 0           | ----  | 36    | 6.1      | 8        | 1           | 9        | 1     | 1        | 10       | 4     | 1        | 7     | 7        | 9.95     | 2.68    |
| 2007      | ATL       | 10    | 0     | 0     | 0     | 0        | 1     | 0     | 0        | 0           | 1.000 | 39    | 8.1      | 7        | 0           | 8        | 2     | 0        | 7        | 1     | 0        | 1     | 1        | 1.08     | 1.80    |
| 2008      | OAK       | 42    | 0     | 0     | 0     | 0        | 6     | 1     | 1        | 11          | .857  | 170   | 45.2     | 23       | 0           | 15       | 2     | 0        | 49       | 0     | 0        | 7     | 3        | 0.59     | 0.83    |
| 2011      | OAK       | 26    | 0     | 0     | 0     | 0        | 1     | 1     | 0        | 7           | .500  | 100   | 23.0     | 18       | 0           | 11       | 0     | 2        | 20       | 0     | 0        | 9     | 9        | 3.52     | 1.26    |
| 通算：5年 | 通算：5年 | 93    | 0     | 0     | 0     | 0        | 8     | 3     | 1        | 19          | .727  | 371   | 88.1     | 62       | 3           | 48       | 6     | 3        | 89       | 5     | 1        | 31    | 27       | 2.75     | 1.25    |

- 2011年度シーズン終了時

### 背番号
- 28（2005年 - 2006年）
- 34（2006年 - 2007年）
- 27（2007年）
- 50（2007年）
- 33（2008年 - 2011年）